# Педесет друга изложба УЛУС-а
Педесет друга изложба УЛУС-а је трајала од 24. маја до 10. јуна 1972. године. Одржана је у галеријском простору Удружења ликовних уметника Србије односно у Уметничком павиљону "Цвијета Зузорић", у Београду. Изложба је организована на слободну тему.

## Уметнички савет

### Сликарство
- Зоран Петровић
- Даница Антић
- Мића Поповић
- Властимир Дискић
- Здравко Мандић
- Мирко Тримчевић

### Вајарство
- Томислав Каузларић
- Милија Нешић
- Милун Видић
- Славољуб Радојчић
- Љубомир Денковић

### Графика
- Славољуб Чворовић
- Милан Жунић

## Излагачи

### Сликарство
1. Мирослав Анђелковић
2. Момчило Антоновић
3. Мирослав Арсић
4. Славољуб Богојевић
5. Коста Брадић
6. Василије Букчев
7. Коста Бунушевац
8. Здравко Вајагић
9. Чедомир Васић
10. Јоана Вулановић
11. Оливера Грбић
12. Александар Дедић
13. Евгенија Демниевска
14. Властимир Дискић
15. Драган Добрић
16. Заре Ђорђевић
17. Петар Ђорђевић
18. Димитрије Ђурић
19. Светислав Ђурић
20. Сафет Зец
21. Вељко Зечевић
22. Никола Јандријевић
23. Милан Кечић
24. Никола Клисић
25. Владимир Крстић
26. Александар Луковић
27. Бранка Марић
28. Мома Марковић
29. Трајко Меденица
30. Бранимир Минић
31. Миша Младеновић
32. Рајна Николић
33. Милена Ничева
34. Ружица-Беба Павловић
35. Пепа Пашћан
36. Градимир Петровић
37. Љиљана Петровић-Меденица
38. Томислав Петровић
39. Зоран Петрушевић
40. Божидар Продановић
41. Ђуро Радловић
42. Владимир Рашић
43. Светозар Самуровић
44. Миодраг Станковић
45. Милица Стевановић
46. Тодор Стевановић
47. Вањек Тивадар
48. Драгољуб Раша Тодосијевић
49. Мирко Тримчевић
50. Милан Цмелић
51. Томислав Шебековић

### Скулптура
1. Ратко Вулановић
2. Владимир Комад
3. Момчило Крковић
4. Милорад Тепавац
5. Милош Сарић
6. Милорад Ступовски
7. Ђорђије Црнчевић
8. Милан Четник
9. Јелисавета Шобер-Поповић

### Графика
1. Миодраг Анђелковић
2. Драгиша Андрић
3. Мемнуна-Вила Богданић
4. Емир Драгуљ
5. Марио Ђокић
6. Миленко Жарковић
7. Милица Јелић
8. Зоран Јовановић-Добротин
9. Емило Костић
10. Душан Матић
11. Владан Мицић
12. Слободан Михаиловић
13. Миодраг Нагорни
14. Миомир Радовић
15. Трајко Стојановић-Косовац
16. Халил Тиквеша
17. Зорица Тасић
18. Милош Ћирић
19. Нусрет Хрвановић
20. Славољуб Чворовић
21. Златана Чок